# 児童心理学
児童心理学（じどうしんりがく）とは、子供の心理的発達を扱う発達心理学の一部門。

## 概要
障害児も対象にするが、児童心理学と言った場合、健常児における平均的な発達を研究対象にする場合が多い。
子供の発達をどこで区切るか、流派によってかなり異なる。乳児期、幼児期、児童期、思春期と分類する事が多い。流派によっては、学校教育の影響を重視し、幼児期を学齢前期と称する事もあり、思春期の準備段階として、児童期後半（概ねプレティーン）を移行期と称する事がある。また小学３～５年生は仲間意識を身に付けるギャングエイジ、または運動神経を伸ばしやすいゴールデンエイジと言われている。

自意識の発達との関連で語られる事が多い（ジャン・ピアジェ参照）。しかし、現代の子供は、ピアジェの時代とは比較にもならないほどの情報に晒されている。子供観の根本的な見直しが迫られていると言ってもいいだろう。その場合は、児童心理学と、社会心理学の、学際領域となる。